# Potamogeton amplifolius
Potamogeton amplifolius là một loài thực vật có hoa trong họ Potamogetonaceae. Loài này được Tuck. miêu tả khoa học đầu tiên năm 1843.